# 蔡演雄
蔡演雄（1915年8月26日—2007年6月29日），广东丰顺人，中国男子篮球运动员，曾随中华民国国家队参加1936年夏季奥林匹克运动会男子篮球比赛，最终队伍在第二轮被淘汰。